# Jean-Baptiste Fresez
Jean-Baptiste Fresez (Longwy, 9 juli 1800 – Luxemburg-Stad, 31 maart 1867) was een Luxemburgs kunstschilder en tekenaar.

## Leven en werk
Jean-Baptiste Fresez werd geboren in Frankrijk, volgens de republikeinse kalender op 20 messidor van het jaar VIII, als zoon van faience-modelleur Jean Pierre Fresez en Marie Françoise Caumus. In 1802 verhuisde het gezin naar Luxemburg, waar zijn vader werk kreeg bij de Manufacture de Fayence et de Terre de Pipe van de familie Boch in Septfontaines, een voorloper van Villeroy & Boch. De faiencefabriek en het kasteel in Septfontaines werden door Fresez' grootvader voor Pierre-Joseph Boch ontworpen.
De jonge Fresez werd opgeleid door zijn vader, aan de tekenschool die was verbonden aan Bochs fabriek en de tekencursus van Pierre Maisonnet aan het Collège municipal. Hij kreeg in 1814 werk als schilder bij de faiencefabriek van Jean-François Boch in Mettlach. Na het overlijden van zijn vader kwam Fresez in 1818 dienst bij architect Henry in Luxemburg-Stad. In 1821 solliciteerde hij naast François-Joseph Maisonnet naar een functie als tekenleraar, maar werd afgewezen omdat hij geen academische bewijs van bekwaamheid had. Hij bezocht daarop de Koninklijke Academie voor Schone Kunsten van Brussel, waar hij les kreeg van François-Joseph Navez, en behaalde een tweede diploma aan de Antwerpse academie. Hij werd leraar aan de gemeentelijke tekenschool en later 'professeur' in tekenkunst en architectuur aan het Athénée royal grand-ducal, opvolger van het Collège municipal. Tot zijn leerlingen behoorden Hubert Berg, Jean-Nicolas Bernard, Pierre Brandebourg, Eugène Ferron, Nicolas Liez, Jean-Auguste Marc, Michel Sinner en Jacques Sturm.
Fresez kreeg bekendheid vanwege zijn opmerkelijk gelijkende portretten van invloedrijke personen. Een ander belangrijk onderdeel van zijn werk zijn de vele landschappen en stadsgezichten die hij maakte tijdens diverse studiereizen door Europa, onder meer in 1840 met zijn aangetrouwde neef Franz Heldenstein door de Eifel en langs de oevers van de Moezel en de Rijn. In 1826 publiceerde hij zijn eerste boekwerkje met lithografieën van Luxemburg. Toen koning-groothertog Willem II in 1841 Luxemburg bezocht, bood Fresez hem een serie van tien aquarellen aan. In de tweede helft van de jaren 1850 publiceerde hij zijn Album pittoresque du Grand-Duché de Luxembourg. Nog in de jaren 1970 gebruikte Villeroy & Boch zijn tekeningen als decoratie voor een serie borden. Zijn werk is opgenomen in de collecties van onder meer het groothertogelijk paleis, Musée national d'archéologie, d'histoire et d'art (MNAHA) en Villa Vauban.
De schilder was getrouwd met Emilie Brimmeyer (1812-1881), zij kregen zes kinderen. In 1848 werd Fresez genaturaliseerd tot Luxemburger. Hij werd benoemd tot ridder in de Orde van de Rode Adelaar (1858) en ridder in de Orde van de Eikenkroon (1859).
Jean-Baptiste Fresez overleed op 66-jarige leeftijd. In Limpertsberg werd een straat naar hem vernoemd. In 1952 wijdde de Luxemburgse Post een postzegel aan hem.

## Enkele werken

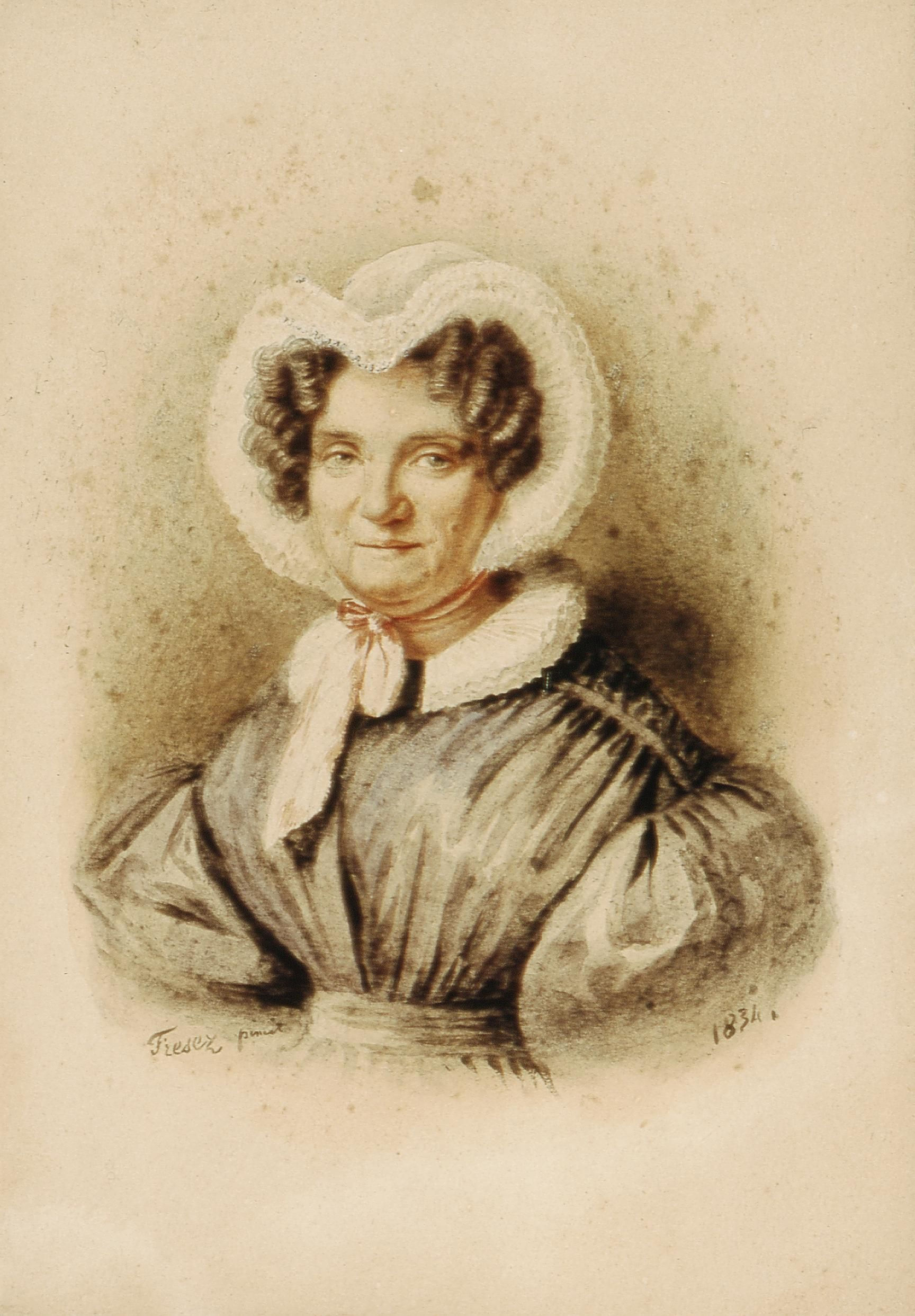
Portret van een oude vrouw, 1834
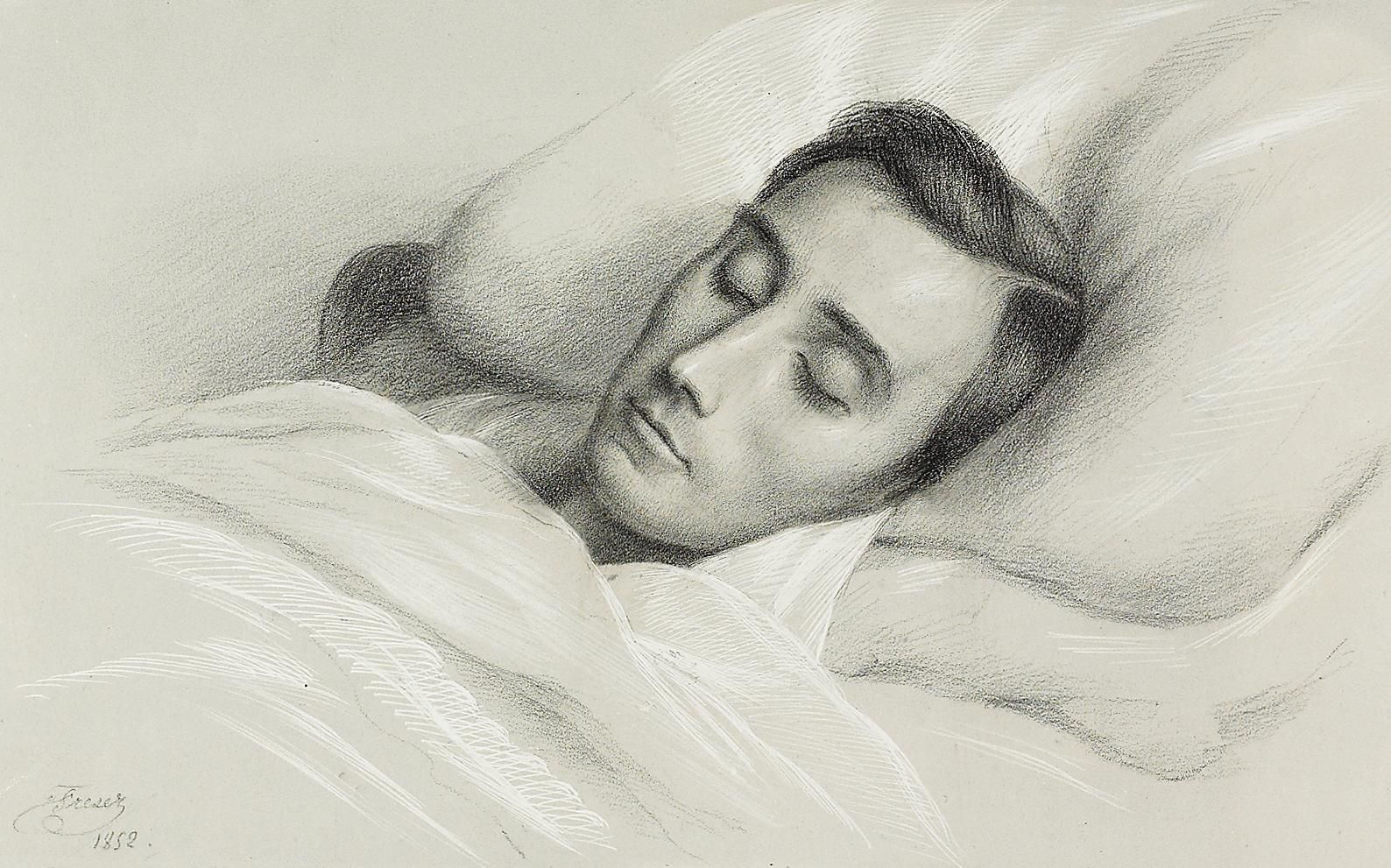
Man op zijn doodsbed, 1852
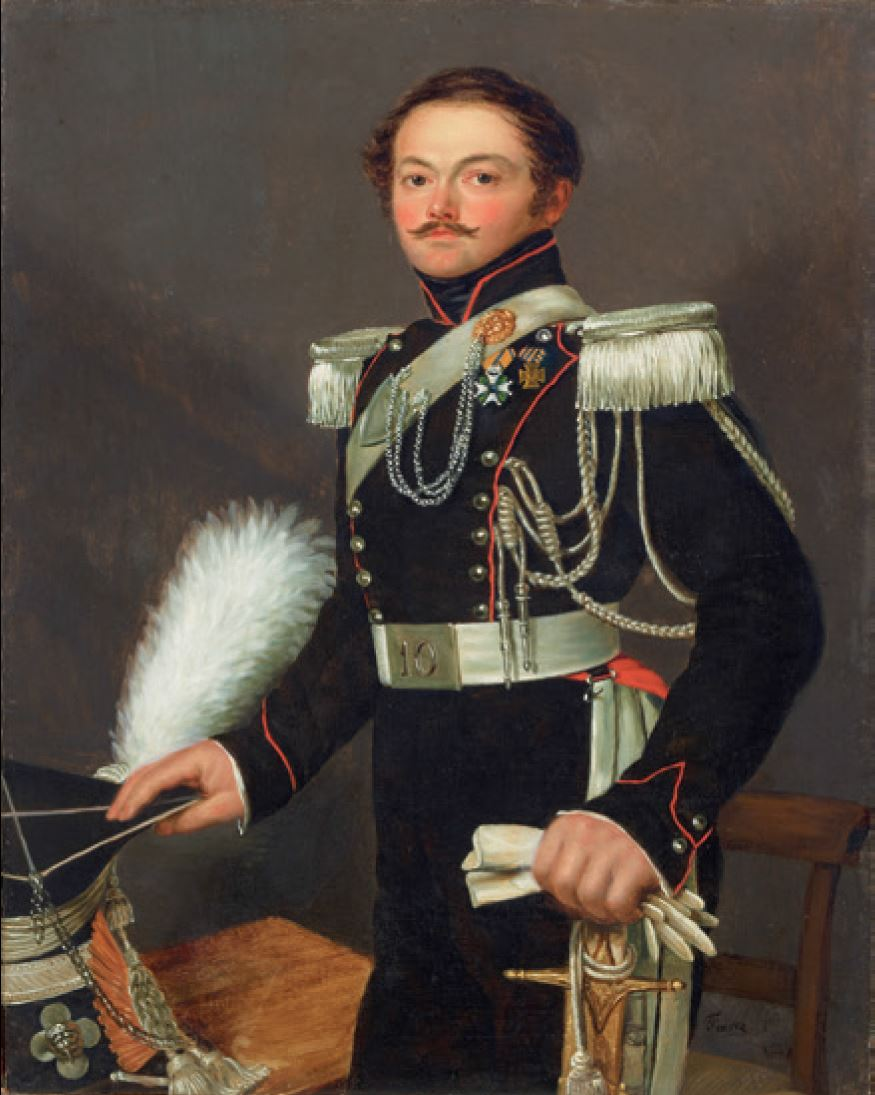
Portret van officier Martin Baudouin (1798-1851), collectie MNHA
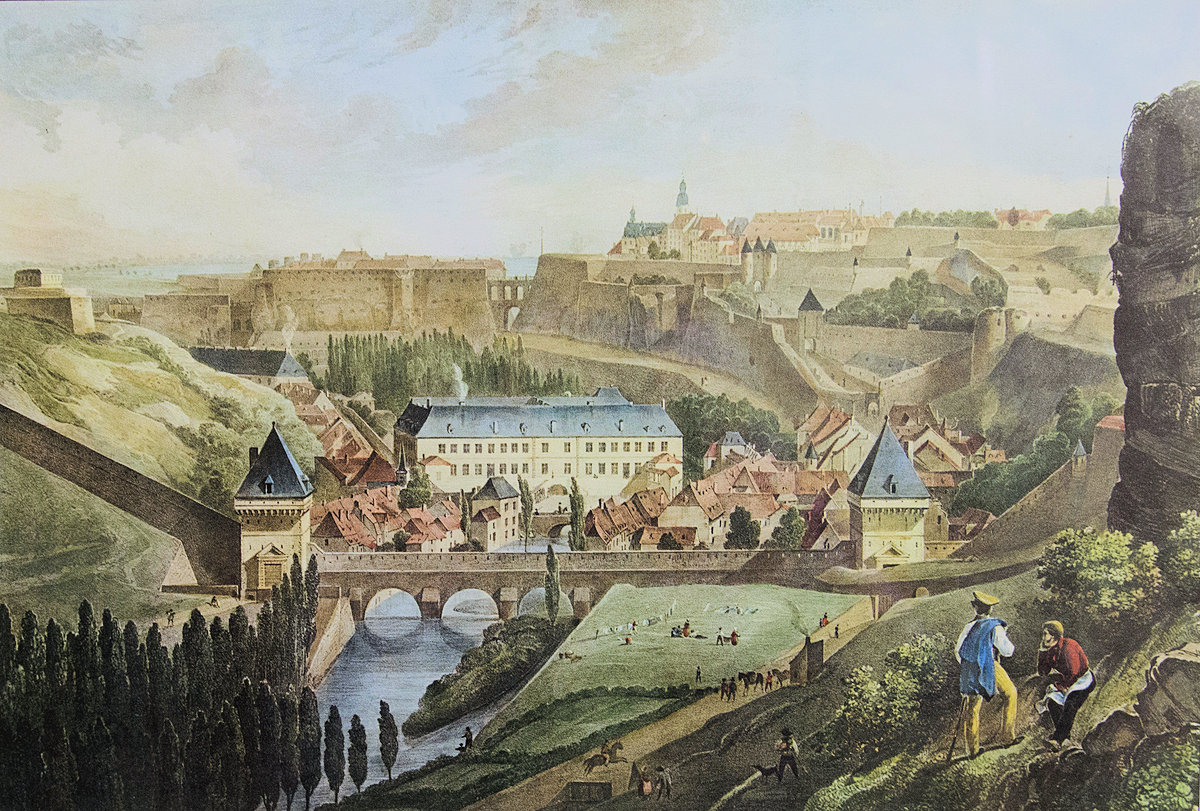
Prise de la Porte d'Eich
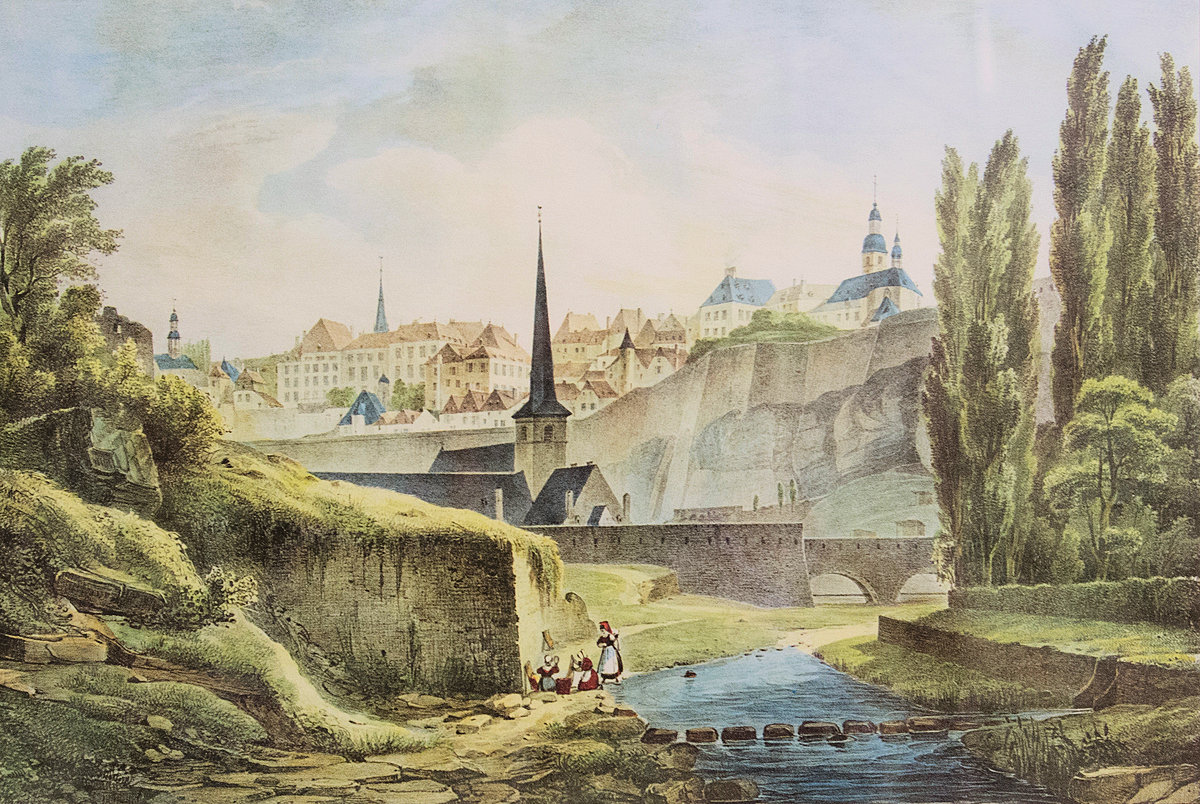
Prise de la Porte de Treves
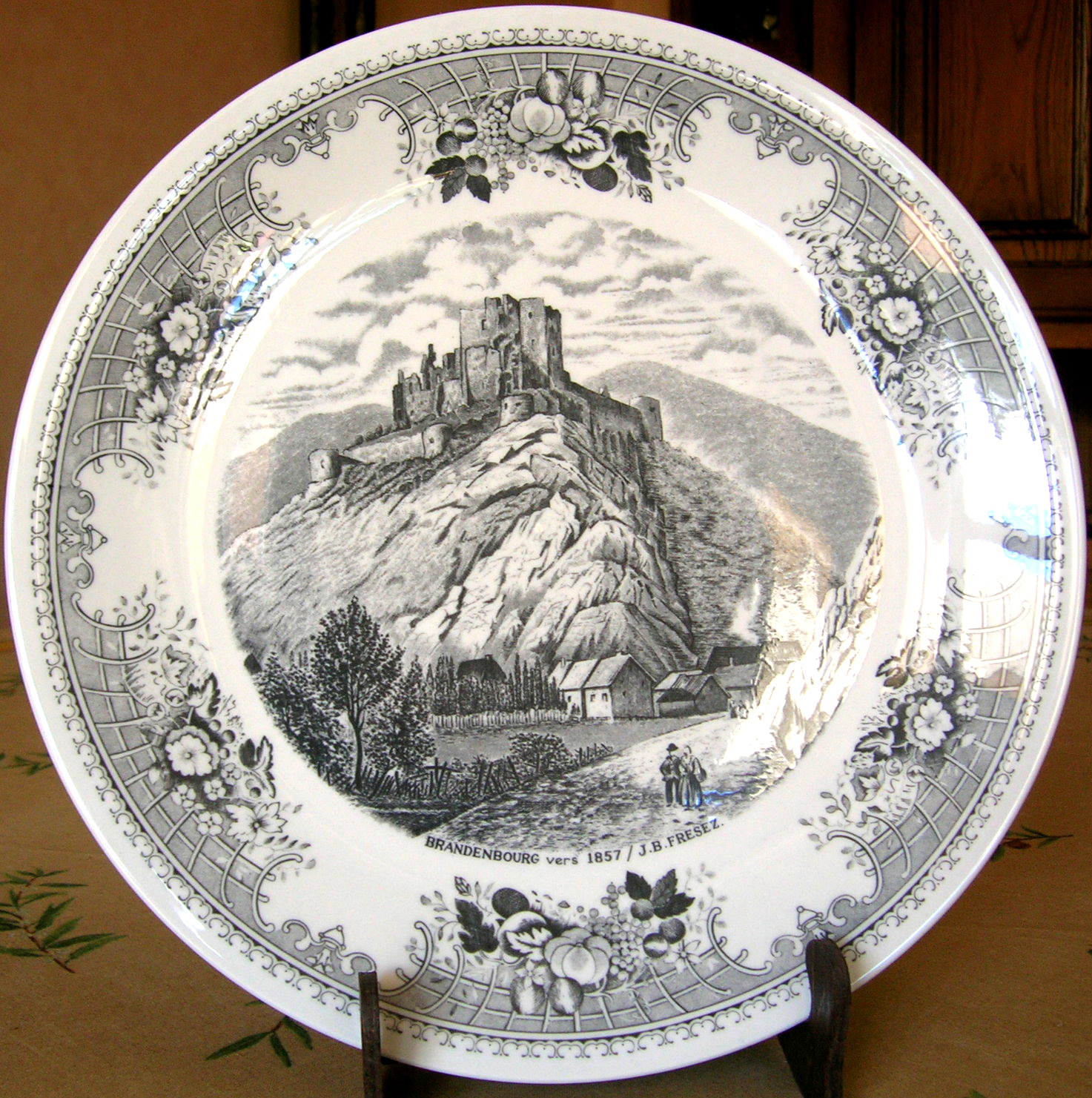
bord met tekening van Fresez

- Gemeinsame Normdatei: 174208774
- International Standard Name Identifier: 0000 0004 4779 9286
- The MNAHA id lkl000154/2 is not valid.
- RKD-Nederlands Instituut voor Kunstgeschiedenis: 96745
- Virtual International Authority File: 315525838
- WorldCat: E39PBJtrW3BRy6XXRwr6p3xJjC